# فرودگاه بین‌المللی لمنز
فرودگاه بین‌المللی لمنز (به انگلیسی: Lemnos International Airport) یک فرودگاه با کد یاتا LXS است که یک باند فرود آسفالت دارد و طول باند آن ۳۰۱۶ متر است. این فرودگاه در کشور یونان قرار دارد و در ارتفاع ۴ متری از سطح دریا واقع شده است.

## شرکت‌های هواپیمایی و مقصدهای پروازی
| شرکت‌های هواپیمایی                          | مقصدهای پروازی                                  |
| ------------------------------------------ | ----------------------------------------------- |
| آسترا ایرلاینز                             | ملی جزیره ایکاریا (PSO), سالونیک (PSO)          |
| ایر صربیا اجرا توسط ایر صربیا              | چارتر فصلی: بلگراد نیکولا تسلا                  |
| بریتیش ایرویز                              | چارتر فصلی: هیترو لندن                          |
| Germania                                   | چارتر فصلی: گاتویک                              |
| المپیک ایر                                 | آتن                                             |
| المپیک ایر اجرا توسط ایجین ایرلاینز        | فصلی: آتن                                       |
| Sky Express                                | موتیلنه (PSO), ملی جزیره کایاس (PSO), سمس (PSO) |
| اسمارت‌وینگز اجرا توسط تراول سرویس ایرلاینز | فصلی: پراگ رازیون                               |
| ویولینگ                                    | فصلی: لئوناردو دا وینچی-فیومیچینو               |